# Ronon Dex
Ronon Dex è un personaggio di finzione della serie di fantascienza Stargate Atlantis ed è uno dei quattro membri della squadra del colonnello John Sheppard, dalla seconda stagione. È interpretato dall'attore hawaiano Jason Momoa.

## Biografia

### Prima di Atlantide
Ronon Dex nasce sul pianeta Sateda dove cresce diventando un soldato. Durante la guerra contro i Wraith fugge poco prima della distruzione del suo pianeta, ma viene presto catturato dai Wraith stessi. Dopo essersi accorti di non essere in grado di nutrirsi di lui, lo rilasciano, ma non prima di avergli impiantato un segnalatore subspaziale, per poter essere utilizzato come preda vivente in continua fuga a cui viene data la caccia. Queste persone, utilizzate dai Wraith per mantenersi in forma, sono chiamate Runner; sono temuti dagli altri umani della galassia, perché i Wraith, per mettere in difficoltà la "preda", uccidono ogni umano con cui i Runner entrano in contatto.
Per questo motivo passano la loro vita come solitari.

### Atlantide
Durante una di queste battute di caccia Ronon, in fuga, si imbatte nella prima squadra in perlustrazione di Atlantis. Qui cattura un membro della squadra e ne negozia la restituzione con la rimozione del dispositivo di tracciamento, riuscendo così a liberarsi del giogo dei Wraith.
Scopre poi che il suo pianeta è stato completamente distrutto e così senza casa e amici decide di sistemarsi temporaneamente ad Atlantide. Attualmente risiede ancora lì, da dove parte come membro ufficiale della prima squadra di Atlantide alla scoperta di nuovi pianeti diventando la spalla del colonnello Sheppard.
In seguito Ronon avrà la possibilità di vendicarsi uccidendo il Wraith che lo ha reso un Runner. Incontrerà anche dei Satedani sopravvissuti che scoprirà in seguito essere dei seguaci dei Wraith.
Ronon si dimostrerà un guerriero alla pari di Teal'c scontrandosi con quest'ultimo in preparazione all'incontro che Ronon farà con l'IOA. Prima di ciò i due si scontreranno con diversi Wraith eliminandoli tutti.

## Personalità
Di poche parole, ma sempre pronto all'azione. La vita lo ha forgiato come guerriero, un duro, non si apre alle confidenze ma non ha problemi a confrontarsi su campi a lui più congeniali come il combattimento. È rapido nelle decisioni sul campo e fornisce un supporto essenziale al colonnello Sheppard. Spesso gli capita di dover fare da tutore a McKay salvandolo dalle situazioni in cui va a cacciarsi.
Per un breve periodo provò dei sentimenti per la dottoressa Keller dei quali nessuno dei due parla e in seguito la dottoressa si interessa a McKay.

## Capacità
A causa dell'addestramento ottenuto sul suo pianeta di nascita, nonché alla sua grande determinazione che lo ha portato a sopravvivere per anni nonostante fosse continuamente braccato, Ronon è divenuto un guerriero imbattibile, con delle capacità fisiche ai limiti dell'umano. È esperto nell'uso di qualsiasi arma, nel combattimento corpo a corpo e nelle tecniche di sopravvivenza. È uno dei pochi in grado di affrontare un Wraith in un combattimento a mani nude e di sconfiggerlo.